# Jacinta Escudos
Jacinta Escudos és una escriptora salvadorenca nascuda en 1961. El seu cos central de treball inclou novel·les, contes, poesia i cròniques, que s'han publicat en periòdics com La Nación (Costa Rica), La Prensa Gráfica (El Salvador) i El Nuevo Diario (Nicaragua). Encara que escriu principalment en espanyol domina també l'anglès, l'alemany i el francès.

## Biografia
Nascuda a la ciutat de San Salvador (El Salvador) l'1 de setembre de 1961, de mare alemanya i pare salvadorenc. Va cursar els seus estudis de primària i secundària en el Col·legi La Sagrada Familia de San Salvador, graduant-se a l'octubre de 1979 com a batxiller acadèmic, opció Humanitats.
Escudos ha viatjat i viscut en diversos països centreamericans i europeus. Va viure a Alemanya entre 1980 i 1981. A la fi d'enguany es va traslladar a Nicaragua i va prendre cursos sobre realització de tallers literaris i narrativa amb escriptors com Lizandro Chávez Alfaro o Sergio Ramírez. La pluralitat d'aquestes fusions culturals i geogràfiques es manifesta en la seva producció literària i pensament intel·lectual. Entre 1981 i 1983 i entre 1990 i 1996 va treballar com a traductora i periodista, realitzant publicacions a Alemanya, Mèxic, els Estats Units i Nicaragua.
Al maig de 2001 va tornar a El Salvador per a establir-se en una residència a Los Planes de Renderos.
El seu primer llibre publicat va ser Letter from El Salvador / Carta desde El Salvador, una recopilació de poemes d'adolescència que va enviar a Claribel Alegria amb indicació que l'autora era "Rocío Amèrica", una combatent guerrillera morta en Guazapa. Alegria va enviar el text a El Salvador Solidarity Campaign que al novembre de 1984 va realitzar una edició anglès-espanyol no autoritzada per Escudos.
Gran part del seu treball continua inèdit però no per això deixa de ser reconegut. En 2002, per exemple, Escudos va guanyar una competència nacional a El Salvador, els Desens Jocs Florals d'Ahuachapán, pel seu llibre Crónicas para sentimentales, que seria publicat a Guatemala en 2010. En 2003 va ser guanyadora del Premi Centreamericà de Novel·la Mario Monteforte Toledo per la seva novel·la experimental Memorias del año de la Cayetana, presentada amb el pseudònim "Franka Pottente". Aquest llibre seria publicat finalment per Alfaguara sota el títol A-B-Sudario. També ha rebut beques i residències de La Maison des Écrivains Étrangers et des Traducteurs a Saint-Nazaire, França, i Heinrich Böll Haus a Langenbroich, Alemanya.
La veu narrativa d'Escuts empra constantment formes i tècniques experimentals. Aquesta experimentació és intencional, una que estructura i situa el seu treball en les possibilitats de l'obertura i la seva relació entre el jo i l'espai. Aquesta veu narrativa i la seva relació amb altres mapes literaris es demostra en la participació actual d'Escuts a la blogosfera. El seu blog oficial, Jacintario, és un mitjà actualitzat diàriament, on la bitàcola és una extensió de l'escriptura d'Escuts, una forma d'expressió on la veu de l'autora i el contingut varia. Com una revista cultural en línia, Jacintario contribueix a la blogosfera no simplement perquè és una producció per una figura literària eminent, però a causa de l'accés que la bitàcola ofereix a un gènere en construcció. A més, Jacinta Escudos escriu des de juny de 2008 la columna quinzenal "Gabinete Caligari" en la revista dominical Séptimo Sentido de La Prensa Gráfica i és editora per Llatinoamèrica de la plataforma de blogs Future Challenges.

## Obra
- Maletas perdidas (Los sin pisto, 2018)
- El asesino melancólico (Alfaguara, 2015)
- Crónicas para sentimentales (F&G Editores, 2010)
- El Diablo sabe mi nombre (Uruk editores, 2008)[5]
- A-B-Sudario (Alfaguara, 2003)
- Felicidad doméstica y otras cosas aterradoras (Editorial X, 2002)
- El Desencanto (Dirección de Publicaciones e Impresos, 2001)
- Cuentos Sucios (Dirección de Publicaciones e Impresos, 1997)
- Contra-corriente (UCA Editores, 1993)
- Apuntes de una historia de amor que no fue (UCA Editores, 1987)

El seu treball, a més, ha estat publicat en les següents col·leccions:
- Idea crónica: Literatura de no ficción iberoamericana (Fundación TyPA, 2006)
- El Milagrero/Der Wundertäter (DTV, 2006)
- Literaturas centroamericanas hoy (Iberoamericana/Vervuert Verlag, 2005)
- Antología de cuentistas salvadoreñas (UCA Editores, 2004)
- Cicatrices: un retrato del cuento centroamericano (Anamá Ediciones, 2004)
- Pequeñas resistencias 2: Antología del cuento centroamericano contemporáneo (Páginas de Espuma, 2003)
- Um etwas Zeit zu retten: Literatur und Kunst im Heinrich-Böll-Haus Langenbroich (Heinrich Böll Stiftung, 2003)
- Papayas und Bananen: Erotische und andere Erzählungen aus Zentralamerika (Brandes & Apsel Verlag, 2002)
- Los centroamericanos: (Antología de cuentos) (Alfaguara, 2002)
- Cuentos centroamericanos (Editorial Andrés Bello, 2000)
- Cuentistas hispanoamericanas: Antología (Literal Books, 1996)
- And We Sold the Rain: Contemporary Fiction from Central America (Seven Stories Press, 1996, 2nd Edition [1988])
- Lovers and Comrades: Women's Resistance Poetry from Central America (The Women's Press, 1989)
- You Can't Drown the Fire: Latin American Women Writing in Exile (Cleis Press, 1988)
- Ixok Amar-Go: Central American Women's Poetry for Peace/Poesía de mujeres centroamericanas por la paz (Granite Press, 1987)